# Герб Оленьей Губы
Посёлок Оленья Губа входил в состав ЗАТО Скалистый (г. Гаджиево). В мае 2008 года Указом Президента РФ несколько ЗАТО Мурманской области, в том числе и ЗАТО Скалистый были объединены в ЗАТО Александровск. Администрация ЗАТО находится в Снежногорске, совет депутатов в Гаджиево. В составе ЗАТО Александровск образованы 3 административных округа, в том числе «административный округ Снежногорск», включающий г. Снежногорск, п. Оленья Губа, п.Сайда-Губа.

## Описание герба
Щит разделен на четыре части. В верхней части три черных сопки с серебряными вершинами в синем поле, над ними золотое северное сияние. Под сопками в серебряном поле силуэт черной подводной лодки. В нижней части в серебряном поле силуэт надводного военного корабля. В левой части в серебряном поле силуэт двух ракет, в правой части в серебряном поле изображение мирного атома. За щитом два золотых накрест положенных якоря, перевитых красной Александровской лентой с надписью внизу: «Оленья губа».
Описание символики: Сопки, их заснеженные вершины и северное сияние отражают местоположение населенного пункта в Заполярье. Силуэты подводной лодки, надводного военного корабля, ракет и символ мирного атома говорят о профессии жителей населенного пункта — военных моряков, ракетчиков. Серебряное поле символизирует плавание моряков в арктических широтах. Александровская лента означает статус приморского населенного пункта.
Гербовая эмблема поселка Оленья Губа утверждена «Положением о символике ЗАТО Скалистый», принятым Советом депутатов ЗАТО Скалистый 15 мая 2003 года.